# Tour de Drenthe féminin 2016
La 10e édition du Tour de Drenthe féminin a eu lieu le 12 mars 2016. C'est la deuxième épreuve de l'UCI World Tour féminin 2016. Elle est remportée par la Néerlandaise Chantal Blaak.

## Organisation
L'organisation du Tour de Drenthe est assuré en 2016 par Sander Kreuze, Jan van Oorschot, Femmy van Issum, Huub van Issum et Edwin Dunning.

## Parcours
La course débute et se conclut à Hoogeveen. Après le départ fictif parcouru en ville, la course se dirige vers le mont VAM qui est escaladé au kilomètre 10,2. Un petit circuit d'environ 7 km autour de la difficulté est réalisé. Le parcours se dirige ensuite vers Emmen puis Westerbroek en empruntant quatre secteurs pavés. Au kilomètre 102, le mont VAM est monté une seconde fois. Le court circuit dans ses environs est parcouru une seconde fois. La difficulté est donc surmontée une troisième fois sept kilomètres plus loin. La course se dirige ensuite vers Hoogeveen et arrive sur un circuit urbain qui est emprunté deux fois avant l'arrivée dans l'Alteveerstraat.

## Équipes
| Équipes UCI                     | Équipes UCI | Équipes UCI |
| Nom de l'équipe                 | Pays        | Code        |
| ------------------------------- | ----------- | ----------- |
| Alé Cipollini                   |             | ALE         |
| Bepink                          |             | BPK         |
| Boels Dolmans                   |             | DLT         |
| Cervélo Bigla                   |             | CBT         |
| BTC City Ljubljana              |             | BTC         |
| Canyon-SRAM Racing              |             | LPR         |
| Cylance                         |             | CPC         |
| Inpa Bianchi                    |             | ISG         |
| Poitou Charentes Futuroscope 86 |             | FUT         |
| Hitec Products                  |             | HPU         |
| Lares-Waowdeals Women           |             | LWW         |

| Équipes UCI               | Équipes UCI | Équipes UCI |
| Nom de l'équipe           | Pays        | Code        |
| ------------------------- | ----------- | ----------- |
| Lensworld-Zannata-Etixx   |             | LZE         |
| Liv-Plantur               |             | TLP         |
| Lotto Soudal              |             | LBL         |
| Orica-AIS                 |             | OGE         |
| Parkhotel Valkenburg      |             | PHV         |
| Rabo Liv Women            |             | RBW         |
| Tibco-SVB                 |             | TIB         |
| Topsport Vlaanderen-Etixx |             | VLL         |
| UnitedHealthcare Women's  |             | UHC         |
| Wiggle High5              |             | WHT         |

## Récit de la course
Le dernier secteur pavé situé à soixante-et-un kilomètres de l'arrivée se révèle décisif. Chantal Blaak y accélère et est suivie par Gracie Elvin, Trixi Worrack et Anna van der Breggen. L'équipe Wiggle High5 n'est pas représentée dans ce groupe d'échappée. Elle arrive au pied du mont VAM avec près de deux minutes d'avance. Les quatre athlètes coopèrent bien. Anna van der Breggen attaque dans le dernier kilomètre sans succès. Gracie Elvin lance le sprint mais se fait remonter par Chantal Blaak qui s'impose facilement. Anna van der Breggen prend la tête du classement World Tour. 

## Classements

### Classement final
| Classement final | Classement final     | Classement final | Classement final   | Classement final   |
|                  | Coureur              | Pays             | Équipe             | Temps              |
| ---------------- | -------------------- | ---------------- | ------------------ | ------------------ |
| 1er              | Chantal Blaak        | Pays-Bas         | Boels Dolmans      | en 3 h 36 min 13 s |
| 2e               | Gracie Elvin         | Australie        | Orica-AIS          | m.t.               |
| 3e               | Trixi Worrack        | Allemagne        | Canyon-SRAM Racing | m.t.               |
| 4e               | Anna van der Breggen | Pays-Bas         | Rabo Liv Women     | m.t.               |
| 5e               | Marta Bastianelli    | Italie           | Alé Cipollini      | + 1 min 49 s       |
| 6e               | Shelley Olds         | États-Unis       | Cylance            | + 1 min 49 s       |
| 7e               | Floortje Mackaij     | Pays-Bas         | Liv-Plantur        | + 1 min 49 s       |
| 8e               | Lauren Kitchen       | Australie        | Hitec Products     | + 1 min 49 s       |
| 9e               | Annemiek van Vleuten | Pays-Bas         | Orica-AIS          | + 1 min 49 s       |
| 10e              | Leah Kirchmann       | Canada           | Liv-Plantur        | + 1 min 49 s       |
| modifier         |                      |                  |                    |                    |

### UCI World Tour
| Position           | 1er | 2e  | 3e | 4e | 5e | 6e | 7e | 8e | 9e | 10e | 11e | 12e | 13e | 14e | 15e | 16e | 17e | 18e | 19e | 20e |
| Classement général | 120 | 100 | 85 | 70 | 60 | 50 | 40 | 35 | 30 | 25  | 20  | 18  | 16  | 14  | 12  | 10  | 8   | 6   | 4   | 2   |

### Primes
L'épreuve attribue les primes suivantes :
| Position | 1er     | 2e    | 3e    | 4e    | 5e    | 6e    | 7e    | 8e    | 9e    | 10e   |
| Prix     | 1 128 € | 846 € | 564 € | 338 € | 282 € | 254 € | 255 € | 198 € | 169 € | 141 € |

Les places allant de onze à quinze donnent 113 € et celles de seize à vingt 84 €.

## Liste des participantes
| Légende | Légende                                                                    | Légende | Légende                                                    |
| ------- | -------------------------------------------------------------------------- | ------- | ---------------------------------------------------------- |
| Num     | Dossard de départ porté par le coureur sur ce Tour de Drenthe féminin      | Pos     | Position à l'arrivée de la course                          |
|         | Indique un maillot de champion national ou mondial, suivi de sa spécialité | NP      | Indique un coureur qui n'a pas pris le départ de la course |
| AB      | Indique un coureur qui n'a pas terminé la course                           | HD      | Indique un coureur qui a terminé la course hors des délais |

| Wiggle High5 WHT                    | Wiggle High5 WHT             | Wiggle High5 WHT |
| ----------------------------------- | ---------------------------- | ---------------- |
| Num                                 | Coureur                      | Pos              |
| 1                                   | Jolien D'Hoore (BEL) (route) | 70e              |
| 2                                   | Giorgia Bronzini (ITA)       | 65e              |
| 3                                   | Emma Johansson (SWE) (route) | 24e              |
| 4                                   | Chloe Hosking (AUS)          | AB               |
| 5                                   | Elisa Longo Borghini (ITA )  | 69e              |
| 6                                   | Amy Pieters (NED)            | 14e              |
| Directeur sportif : Egon van Kessel |                              |                  |

| Rabo Liv Women RBW                  | Rabo Liv Women RBW          | Rabo Liv Women RBW |
| ----------------------------------- | --------------------------- | ------------------ |
| Num                                 | Coureur                     | Pos                |
| 11                                  | Anna van der Breggen (NED)  | 4e                 |
| 12                                  | Lucinda Brand (NED) (route) | 13e                |
| 13                                  | Roxane Knetemann (NED)      | 47e                |
| 14                                  | Anouska Koster (NED)        | AB                 |
| 15                                  | Jeanne Korevaar (NED )      | 31e                |
| 16                                  | Shara Gillow (NED)          | 59e                |
| Directeur sportif : Koos Moerenhout |                             |                    |

| Boels Dolmans DLT              | Boels Dolmans DLT                  | Boels Dolmans DLT |
| ------------------------------ | ---------------------------------- | ----------------- |
| Num                            | Coureur                            | Pos               |
| 21                             | Elizabeth Armitstead (GBR) (route) | AB                |
| 22                             | Nikki Harris (GBR)                 | 43e               |
| 23                             | Chantal Blaak (NED)                | 1re               |
| 24                             | Megan Guarnier (USA) (route)       | 35e               |
| 25                             | Christine Majerus (LUX) (route)    | 16e               |
| 26                             | Romy Kasper (GER )                 | 26e               |
| Directeur sportif : Danny Stam |                                    |                   |

| Canyon-SRAM Racing LPR          | Canyon-SRAM Racing LPR         | Canyon-SRAM Racing LPR |
| ------------------------------- | ------------------------------ | ---------------------- |
| Num                             | Coureur                        | Pos                    |
| 31                              | Lisa Brennauer (GER)           | 45e                    |
| 32                              | Alena Amialiusik (BLR) (route) | 50e                    |
| 33                              | Tiffany Cromwell (AUS )        | 12e                    |
| 34                              | Alexis Ryan (USA )             | 30e                    |
| 35                              | Trixi Worrack (GER) (route)    | 3e                     |
| 36                              | Elena Cecchini (ITA) (route)   | 28e                    |
| Directeur sportif : Ronny Lauke |                                |                        |

| Orica-AIS OGE                  | Orica-AIS OGE              | Orica-AIS OGE |
| ------------------------------ | -------------------------- | ------------- |
| Num                            | Coureur                    | Pos           |
| 41                             | Annemiek Van Vleuten (NED) | 9e            |
| 42                             | Gracie Elvin (AUS)         | 2e            |
| 43                             | Tayler Wiles (USA)         | 66e           |
| 44                             | Sarah Roy (AUS)            | 11e           |
| 45                             | Lizzie Williams (AUS)      | 22e           |
| 46                             | Loren Rowney (AUS)         | 62e           |
| Directeur sportif : Gene Bates |                            |               |

| Hitec Products HPU | Hitec Products HPU        | Hitec Products HPU |
| ------------------ | ------------------------- | ------------------ |
| Num                | Coureur                   | Pos                |
| 51                 | Emilie Moberg (NOR)       | 38e                |
| 52                 | Julie Leth ( DEN)         | 57e                |
| 53                 | Simona Frapporti ( ITA)   | 44e                |
| 54                 | Thea Thorsen ( NOR)       | AB                 |
| 55                 | Janicke Gunvaldsen ( NOR) | AB                 |
| 56                 | Lauren Kitchen ( AUS)     | 8e                 |

| Cylance CPC                        | Cylance CPC                 | Cylance CPC |
| ---------------------------------- | --------------------------- | ----------- |
| Num                                | Coureur                     | Pos         |
| 61                                 | Shelley Olds (USA)          | 6e          |
| 62                                 | Valentina Scandolara (ITA ) | AB          |
| 63                                 | Sheyla Gutierrez Ruiz (ESP) | AB          |
| 64                                 | Rachele Barbieri (ITA )     | AB          |
| 65                                 | Alison Tetrick (USA)        | AB          |
| 66                                 | Doris Schweizer (SUI)       | AB          |
| Directeur sportif : Manel Lacambra |                             |             |

| Tibco-SVB TIB                     | Tibco-SVB TIB                  | Tibco-SVB TIB |
| --------------------------------- | ------------------------------ | ------------- |
| Num                               | Coureur                        | Pos           |
| 71                                | Lauren Stephens (USA)          | 27e           |
| 72                                | Lauren Hall (USA)              | AB            |
| 73                                | Lauren Komanski (USA)          | AB            |
| 74                                | Joanne Marie Kiesanowski (NZL) | AB            |
| 75                                | Emily Colins (USA)             | 15e           |
| 76                                | Brianna Walle (USA)            | AB            |
| Directeur sportif : Edward Beamon |                                |               |

| Liv-Plantur TLP                     | Liv-Plantur TLP        | Liv-Plantur TLP |
| ----------------------------------- | ---------------------- | --------------- |
| Num                                 | Coureur                | Pos             |
| 81                                  | Leah Kirchmann (CAN)   | 10e             |
| 82                                  | Floortje Mackaij (NED) | 7e              |
| 83                                  | Sara Mustonen (SWE)    | 48e             |
| 84                                  | Julia Soek (NED )      | 64e             |
| 85                                  | Kyara Stijns (NED)     | AB              |
| 86                                  | Molly Weaver (GBR)     | AB              |
| Directeur sportif : Hans Timmermans |                        |                 |

| UnitedHealthcare Women's UHC    | UnitedHealthcare Women's UHC | UnitedHealthcare Women's UHC |
| ------------------------------- | ---------------------------- | ---------------------------- |
| Num                             | Coureur                      | Pos                          |
| 91                              | Coryn Rivera (USA )          | AB                           |
| 92                              | Iris Slappendel (NED)        | 52e                          |
| 93                              | Diana Penuela Martinez (COL) | AB                           |
| 94                              | Annie Ewart (CAN)            | AB                           |
| 95                              | Mickey Abigail (USA)         | AB                           |
| 96                              | Katie Hall (USA)             | AB                           |
| Directeur sportif : Rachel Heal |                              |                              |

| Alé Cipollini ALE                        | Alé Cipollini ALE         | Alé Cipollini ALE |
| ---------------------------------------- | ------------------------- | ----------------- |
| Num                                      | Coureur                   | Pos               |
| 101                                      | Ellen Skerritt (AUS)      | AB                |
| 102                                      | Marta Bastianelli (ITA)   | 5e                |
| 103                                      | Emilia Fahlin (SWE)       | 54e               |
| 104                                      | Małgorzata Jasińska (POL) | 58e               |
| 105                                      | Anna Trevisi (ITA)        | 21e               |
| 106                                      | Marta Tagliaferro (ITA)   | 41e               |
| Directeur sportif : Fortunato Lacquaniti |                           |                   |

| Poitou Charentes Futuroscope 86 FUT | Poitou Charentes Futuroscope 86 FUT | Poitou Charentes Futuroscope 86 FUT |
| ----------------------------------- | ----------------------------------- | ----------------------------------- |
| Num                                 | Coureur                             | Pos                                 |
| 111                                 | Aude Biannic (FRA)                  | 37e                                 |
| 112                                 | Roxane Fournier (FRA)               | 18e                                 |
| 115                                 | Coralie Demay (FRA)                 | AB                                  |
| ?                                   | Charlotte Bravard (FRA)             | AB                                  |
| Directeur sportif : Nicolas Marche  |                                     |                                     |

| Bepink BPK                      | Bepink BPK              | Bepink BPK |
| ------------------------------- | ----------------------- | ---------- |
| Num                             | Coureur                 | Pos        |
| 121                             | Lex Albrecht (CAN)      | AB         |
| 122                             | Lenore Pipes (GUM)      | AB         |
| 123                             | Ilaria Sanguineti (ITA) | AB         |
| 124                             | Simona Bortolotti (ITA) | 51e        |
| 125                             | Ilaria Bonomi (ITA)     | AB         |
| 126                             | Tereza Medvedová (SVK)  | AB         |
| Directeur sportif : Walter Zini |                         |            |

| Astana Women's ASA               | Astana Women's ASA       | Astana Women's ASA |
| -------------------------------- | ------------------------ | ------------------ |
| Num                              | Coureur                  | Pos                |
| 131                              | Arianna Fidanza (ITA)    | AB                 |
| 132                              | Kseniia Dobrynina (RUS)  | AB                 |
| 133                              | Ingrid Drexel (MEX)      | 34e                |
| 134                              | Fanny Riberot (FRA)      | AB                 |
| 135                              | Natalya Sokovnina (KAZ)  | AB                 |
| 136                              | Svetlana Vasilieva (RUS) | AB                 |
| Directeur sportif : Aldo Piccolo |                          |                    |

| Lotto Soudal LBL                     | Lotto Soudal LBL       | Lotto Soudal LBL |
| ------------------------------------ | ---------------------- | ---------------- |
| Num                                  | Coureur                | Pos              |
| 141                                  | Willeke Knol (GER)     | 56e              |
| 142                                  | Anouk Rijff (BEL)      | AB               |
| 143                                  | Lieselot Decroix (BEL) | 68e              |
| 144                                  | Chantal Hoffmann (LUX) | AB               |
| 145                                  | Lotte Kopecky (BEL)    | 23e              |
| 146                                  | Zorzi Susanna (BEL)    | 33e              |
| Directeur sportif : Dany Schoonbaert |                        |                  |

| Parkhotel Valkenburg PHV        | Parkhotel Valkenburg PHV | Parkhotel Valkenburg PHV |
| ------------------------------- | ------------------------ | ------------------------ |
| Num                             | Coureur                  | Pos                      |
| 151                             | Jip van den Bos (NED)    | AB                       |
| 152                             | Janneke Ensing (NED)     | AB                       |
| 153                             | Ilona Hoeksma (NED)      | 46e                      |
| 155                             | Esra Tromp (NED)         | AB                       |
| ?                               | Hanna Solovey (UKR)      | AB                       |
| ?                               | Natalie van Gogh (NED)   | 55e                      |
| Directeur sportif : Raymond Rol |                          |                          |

| BTC City Ljubljana BTC           | BTC City Ljubljana BTC         | BTC City Ljubljana BTC |
| -------------------------------- | ------------------------------ | ---------------------- |
| Num                              | Coureur                        | Pos                    |
| 161                              | Eugenia Bujak (POL) (route)    | 39e                    |
| 162                              | Anja Plichta (SLO)             | AB                     |
| 163                              | Ursa Pintar (SLO)              | 61e                    |
| 164                              | Jelena Eric (SRB)              | AB                     |
| 165                              | Olena Pavlukhina (AZE) (route) | AB                     |
| 166                              | Mia Radotic (CRO) (route)      | AB                     |
| Directeur sportif : Gorazd Penko |                                |                        |

| Lensworld-Zannata-Etixx LZE             | Lensworld-Zannata-Etixx LZE     | Lensworld-Zannata-Etixx LZE |
| --------------------------------------- | ------------------------------- | --------------------------- |
| Num                                     | Coureur                         | Pos                         |
| 172                                     | Winanda Spoor (NED)             | AB                          |
| 173                                     | Maria Giulia Confalonieri (ITA) | 19e                         |
| 174                                     | Maaike Polspoel (BEL)           | AB                          |
| 176                                     | Oxana Kozonchuk (RUS)           | 40e                         |
| ?                                       | Kaat Van der Meulen (BEL)       | 36e                         |
| ?                                       | Kaat Hannes (BEL)               | 42e                         |
| Directeur sportif : Heidi Van De Vijver |                                 |                             |

| Topsport Vlaanderen-Etixx VLL    | Topsport Vlaanderen-Etixx VLL | Topsport Vlaanderen-Etixx VLL |
| -------------------------------- | ----------------------------- | ----------------------------- |
| Num                              | Coureur                       | Pos                           |
| 181                              | Kelly Druyts (BEL)            | 29e                           |
| 182                              | Demmy Druyts (BEL)            | AB                            |
| 183                              | Jessy Druyts (BEL)            | AB                            |
| 184                              | Kelly Van den Steen (BEL)     | 60e                           |
| 185                              | Gilke Croket (BEL)            | AB                            |
| 186                              | Valerie Demey (BEL)           | 53e                           |
| Directeur sportif : Dayv Wijnant |                               |                               |

| Inpa Bianchi ISG                     | Inpa Bianchi ISG               | Inpa Bianchi ISG |
| ------------------------------------ | ------------------------------ | ---------------- |
| Num                                  | Coureur                        | Pos              |
| 191                                  | Anna Zita Maria Stricker (ITA) | 32e              |
| 192                                  | Sara Olsson (SWE)              | AB               |
| 193                                  | Lara Vieceli (ITA)             | 71e              |
| 194                                  | Michela Pavin (ITA)            | AB               |
| 195                                  | Angela Maffeis (ITA)           | AB               |
| 196                                  | Claudia Cretti (ITA)           | AB               |
| Directeur sportif : Giuseppe Lanzoni |                                |                  |

| Lares-Waowdeals Women LWW     | Lares-Waowdeals Women LWW   | Lares-Waowdeals Women LWW |
| ----------------------------- | --------------------------- | ------------------------- |
| Num                           | Coureur                     | Pos                       |
| 201                           | Monique van de Ree (NED)    | 20e                       |
| 202                           | Kelly Markus (BEL)          | AB                        |
| 203                           | Lotte van Hoek (NED)        | AB                        |
| 205                           | Eileen Roe (GBR)            | AB                        |
| ?                             | Pia De Quint (BEL)          | AB                        |
| ?                             | Dorleta Eskamendi Gil (ESP) | AB                        |
| Directeur sportif : Bart Faes |                             |                           |

| Cervélo Bigla CBT                  | Cervélo Bigla CBT                | Cervélo Bigla CBT |
| ---------------------------------- | -------------------------------- | ----------------- |
| Num                                | Coureur                          | Pos               |
| 212                                | Carmen Small (USA)               | 17e               |
| 213                                | Joëlle Numainville (CAN) (route) | 49e               |
| 214                                | Gabrielle Pilote-Fortin (CAN)    | AB                |
| 216                                | Nicole Hanselmann (SUI)          | AB                |
| ?                                  | Lotta Lepistö (FIN) (route)      | 25e               |
| ?                                  | Clara Koppenburg (GER)           | 63e               |
| Directeur sportif : Thomas Campana |                                  |                   |

Source. Corrigé grâce au classement d'arrivée.